# Medibank International 2009 - Qualificazioni singolare femminile
Le qualificazioni del singolare femminile del Medibank International 2009 sono state un torneo di tennis preliminare per accedere alla fase finale della manifestazione. I vincitori dell'ultimo turno sono entrati di diritto nel tabellone principale. In caso di ritiro di uno o più giocatori aventi diritto a questi sono subentrati i lucky loser, ossia i giocatori che hanno perso nell'ultimo turno ma che avevano una classifica più alta rispetto agli altri partecipanti che avevano comunque perso nel turno finale.
Le qualificazioni del Medibank International  2009 prevedevano 32 partecipanti di cui 4 sono entrati nel tabellone principale.

## Teste di serie
1. Sofia Arvidsson (primo turno)
2. Lucie Šafářová (primo turno)
3. Jill Craybas (ultimo turno)
4. Assente

1. Klára Zakopalová (Qualificata)
2. Assente
3. Karin Knapp (ultimo turno)
4. Akgul Amanmuradova (primo turno)

## Qualificati
1. Angelique Kerber
2. Melanie South

1. Vera Duševina
2. Klára Zakopalová

## Tabellone

### Legenda
| - Q = Qualificato - WC = Wild card - LL = Lucky loser | - ALT = Alternate - SE = Special Exempt - PR = Protected Ranking | - w/o = Walkover - r = Ritirato - d = Squalificato |

### Sezione 1
|  | Primo turno      | Primo turno       | Primo turno      | Primo turno | Primo turno |  |  | Secondo turno    | Secondo turno    | Secondo turno | Secondo turno | Secondo turno |   |    | Ultimo turno | Ultimo turno     | Ultimo turno | Ultimo turno | Ultimo turno |  |
|  |                  |                   |                  |             |             |  |  |                  |                  |               |               |               |   |    |              |                  |              |              |              |  |
|  |                  | S Foretz Gacon    | S Foretz Gacon   | 6           | 6           |  |  |                  |                  |               |               |               |   |    |              |                  |              |              |              |  |
|  | 1                | Sofia Arvidsson   | Sofia Arvidsson  | 2           | 2           |  |  | S Foretz Gacon   | S Foretz Gacon   | 6             | 2             | 0             |   |    |              |                  |              |              |              |  |
|  | Angelique Kerber | Angelique Kerber  | 6                | 5           | 6           |  |  | Angelique Kerber | Angelique Kerber | 4             | 6             | 6             |   |    |              |                  |              |              |              |  |
|  | Andreja Klepač   | Andreja Klepač    | 2                | 7           | 3           |  |  |                  |                  |               |               |               |   |    |              | Angelique Kerber | 5            | 6            | 3            |  |
|  | Julia Schruff    | Julia Schruff     | Julia Schruff    | 6           | 6           |  |  |                  |                  | 7             | Karin Knapp   | 7             | 1 | 3r |              |                  |              |              |              |  |
|  | Monique Adamczak | Monique Adamczak  | Monique Adamczak | 4           | 3           |  |  |                  | Julia Schruff    | Julia Schruff | 5             | 65            |   |    |              |                  |              |              |              |  |
|  | 7                | Karin Knapp       | 5                | 6           | 6           |  |  | 7                | Karin Knapp      | Karin Knapp   | 7             | 7             |   |    |              |                  |              |              |              |  |
|  |                  | Varvara Lepchenko | 7                | 4           | 1           |  |  |                  |                  |               |               |               |   |    |              |                  |              |              |              |  |

### Sezione 2
|  | Primo turno          | Primo turno          | Primo turno          | Primo turno | Primo turno |  |  | Secondo turno     | Secondo turno     | Secondo turno     | Secondo turno | Secondo turno |   |   | Ultimo turno | Ultimo turno | Ultimo turno | Ultimo turno | Ultimo turno |  |
|  |                      |                      |                      |             |             |  |  |                   |                   |                   |               |               |   |   |              |              |              |              |              |  |
|  |                      | Yuan Meng            | Yuan Meng            | 6           | 3           |  |  |                   |                   |                   |               |               |   |   |              |              |              |              |              |  |
|  | 2                    | Lucie Šafářová       | Lucie Šafářová       | 1           | 2r          |  |  | Yuan Meng         | Yuan Meng         | Yuan Meng         | 6             | 6             |   |   |              |              |              |              |              |  |
|  | Yvonne Meusburger    | Yvonne Meusburger    | Yvonne Meusburger    | 6           | 6           |  |  | Yvonne Meusburger | Yvonne Meusburger | Yvonne Meusburger | 2             | 4             |   |   |              |              |              |              |              |  |
|  | Alison Bai           | Alison Bai           | Alison Bai           | 2           | 3           |  |  |                   |                   |                   |               |               |   |   | Yuan Meng    | Yuan Meng    | Yuan Meng    | 2            | 3            |  |
|  | Kristina Barrois     | Kristina Barrois     | Kristina Barrois     | 7           | 6           |  |  |                   |                   | Melanie South     | Melanie South | Melanie South | 6 | 6 |              |              |              |              |              |  |
|  | Anastasija Rodionova | Anastasija Rodionova | Anastasija Rodionova | 63          | 3           |  |  | Kristina Barrois  | Kristina Barrois  | Kristina Barrois  | 5             | 0             |   |   |              |              |              |              |              |  |
|  |                      | Melanie South        | Melanie South        | 6           | 6           |  |  | Melanie South     | Melanie South     | Melanie South     | 7             | 6             |   |   |              |              |              |              |              |  |
|  | 8                    | Akgul Amanmuradova   | Akgul Amanmuradova   | 4           | 2           |  |  |                   |                   |                   |               |               |   |   |              |              |              |              |              |  |

### Sezione 3
|  | Primo turno       | Primo turno       | Primo turno       | Primo turno | Primo turno |  |  | Secondo turno | Secondo turno | Secondo turno | Secondo turno | Secondo turno |   |   | Ultimo turno | Ultimo turno | Ultimo turno | Ultimo turno | Ultimo turno |  |
|  |                   |                   |                   |             |             |  |  |               |               |               |               |               |   |   |              |              |              |              |              |  |
|  | 3                 | Jill Craybas      | Jill Craybas      | 6           | 6           |  |  |               |               |               |               |               |   |   |              |              |              |              |              |  |
|  |                   | Tyra Calderwood   | Tyra Calderwood   | 2           | 1           |  |  | 3             | Jill Craybas  | 7             | 2             | 7             |   |   |              |              |              |              |              |  |
|  | Camille Pin       | Camille Pin       | Camille Pin       | 6           | 6           |  |  |               | Camille Pin   | 5             | 6             | 63            |   |   |              |              |              |              |              |  |
|  | Séverine Brémond  | Séverine Brémond  | Séverine Brémond  | 4           | 4           |  |  |               |               |               |               |               |   |   | 3            | Jill Craybas | Jill Craybas | 4            | 4            |  |
|  | Julie Coin        | Julie Coin        | Julie Coin        | 6           | 7           |  |  |               |               |               | Vera Duševina | Vera Duševina | 6 | 6 |              |              |              |              |              |  |
|  | Ekaterina Byčkova | Ekaterina Byčkova | Ekaterina Byčkova | 2           | 6           |  |  | Julie Coin    | Julie Coin    | Julie Coin    | 3             | 2             |   |   |              |              |              |              |              |  |
|  |                   | Vera Duševina     | 65                | 7           | 6           |  |  | Vera Duševina | Vera Duševina | Vera Duševina | 6             | 6             |   |   |              |              |              |              |              |  |
|  | 9                 | Petra Cetkovská   | 7                 | 5           | 3           |  |  |               |               |               |               |               |   |   |              |              |              |              |              |  |

### Sezione 4
|  | Primo turno                 | Primo turno                 | Primo turno           | Primo turno | Primo turno |  |  | Secondo turno       | Secondo turno               | Secondo turno       | Secondo turno    | Secondo turno    |   |   | Ultimo turno | Ultimo turno        | Ultimo turno        | Ultimo turno | Ultimo turno |  |
|  |                             |                             |                       |             |             |  |  |                     |                             |                     |                  |                  |   |   |              |                     |                     |              |              |  |
|  |                             | Sophie Ferguson             | Sophie Ferguson       | 6           | 6           |  |  |                     |                             |                     |                  |                  |   |   |              |                     |                     |              |              |  |
|  | 10                          | Mathilde Johansson          | Mathilde Johansson    | 4           | 4           |  |  | Sophie Ferguson     | Sophie Ferguson             | Sophie Ferguson     | 2                | 5                |   |   |              |                     |                     |              |              |  |
|  | Nastas'sja Jakimava         | Nastas'sja Jakimava         | Nastas'sja Jakimava   | 6           | 6           |  |  | Nastas'sja Jakimava | Nastas'sja Jakimava         | Nastas'sja Jakimava | 6                | 7                |   |   |              |                     |                     |              |              |  |
|  | Stéphanie Cohen-Aloro       | Stéphanie Cohen-Aloro       | Stéphanie Cohen-Aloro | 3           | 2           |  |  |                     |                             |                     |                  |                  |   |   |              | Nastas'sja Jakimava | Nastas'sja Jakimava | 1            | 3            |  |
|  | María José Martínez Sánchez | María José Martínez Sánchez | 6                     | 63          | 6           |  |  |                     |                             | 5                   | Klára Zakopalová | Klára Zakopalová | 6 | 6 |              |                     |                     |              |              |  |
|  | Virginia Ruano Pascual      | Virginia Ruano Pascual      | 3                     | 7           | 3           |  |  |                     | María José Martínez Sánchez | 3                   | 6                | 5                |   |   |              |                     |                     |              |              |  |
|  | 5                           | Klára Zakopalová            | 6                     | 4           | 6           |  |  | 5                   | Klára Zakopalová            | 6                   | 2                | 7                |   |   |              |                     |                     |              |              |  |
|  |                             | Galina Voskoboeva           | 3                     | 6           | 2           |  |  |                     |                             |                     |                  |                  |   |   |              |                     |                     |              |              |  |